# Els Omells de na Gaia
Els Omells de na Gaia és una vila i municipi de 142 habitants de la comarca de l'Urgell. Situada a la serra del Tallat, en un tossal de 560 m d'altitud. Pertanyia a la baronia del monestir de Vallbona de les Monges. Es va formar inicialment al voltant del castell, actualment només en queden algunes restes de murs. Els carrers van baixant, seguint els desnivells, en forma concèntrica.
Destaca en el conjunt l'església parroquial de Santa Maria (té també com a patró sant Sebastià, advocat contra la pesta, segurament per algun antic vot del poble). La parròquia és documentada des del 1154, quan es va reestructurar l'arxidiòcesi de Tarragona, a la qual sempre ha pertangut. L'actual edifici (fet substituint l'anterior gòtic) és del segle xviii, amb capelles laterals i un esvelt campanar de base quadrada i cos superior vuitavat.
Des de l'inici del segle xvii tingué una especial incidència en la pietat local la devoció a la Mare de Déu del Roser, que tenia una confraria pròpia, i per això se celebrava una festa major secundària el dia 22 de maig, festa del Roser de Maig; l'endemà és tradicional anar en processó al santuari del Tallat (del municipi de Vallbona de les Monges). La festa major d'estiu se celebra per la Mare de Déu d'Agost.
Durant la Guerra Civil Espanyola, en aquesta població el Servicio de Inteligencia Militar (S.I.M.) de la República hi va establir el "Campo de Trabajo nº 3", on centenars de persones hi sofriren captiveri i moltes hi trobaren la mort.
El paisatge és una barreja de boscos de pins i alzines i de terres cultivades. Els conreus són bàsicament de secà: l'olivera, l'ametller, la vinya i els cereals. Les explotacions ramaderes complementen l'activitat agrícola. Prop del poble hi ha una abundosa font que, canalitzada a l'inici del segle xx, proporciona aigua suficient a la població.

## Geografia
- Llista de topònims dels Omells de na Gaia (Orografia: muntanyes, serres, collades, indrets..; hidrografia: rius, fonts...; edificis: cases, masies, esglésies, etc).

## Llocs d'interès
- Hi ha cases de pedra d'època medieval i també del segle xviii.
- Església parroquial de Santa Maria: Data del s. XVIII i és d'estil clàssic. S'hi troben diverses imatges barroques policromades. Són escultures que daten dels segles xvii i xviii.
- Conjunt de 5 fonts repartides pel poble
- Búnquers de la guerra civil molt ben conservats.

## Associacions
- Associació de joves dels Omells

## Demografia
| 1497 f | 1515 f | 1553 f | 1717 | 1787 | 1857 | 1877 | 1887 | 1900 | 1910 |
| ------ | ------ | ------ | ---- | ---- | ---- | ---- | ---- | ---- | ---- |
| 24     | 24     | 25     | 96   | 425  | 588  | 549  | 680  | 641  | 738  |

| 1920 | 1930 | 1940 | 1950 | 1960 | 1970 | 1981 | 1990 | 1992 | 1994 |
| ---- | ---- | ---- | ---- | ---- | ---- | ---- | ---- | ---- | ---- |
| 730  | 624  | 531  | 481  | 379  | 276  | 178  | 159  | 152  | 152  |

| 1996 | 1998 | 2000 | 2002 | 2004 | 2006 | 2008 | 2010 | 2012 | 2014 |
| ---- | ---- | ---- | ---- | ---- | ---- | ---- | ---- | ---- | ---- |
| 152  | 153  | 152  | 151  | 156  | 159  | 146  | 144  | 151  | 141  |

| 2016 | 2018 | 2020 | 2022 | 2024 | 2026 | 2028 | 2030 | 2032 | 2034 |
| ---- | ---- | ---- | ---- | ---- | ---- | ---- | ---- | ---- | ---- |
| 137  | 134  | 130  | 127  | 121  | -    | -    | -    | -    | -    |

## Galeria fotogràfica

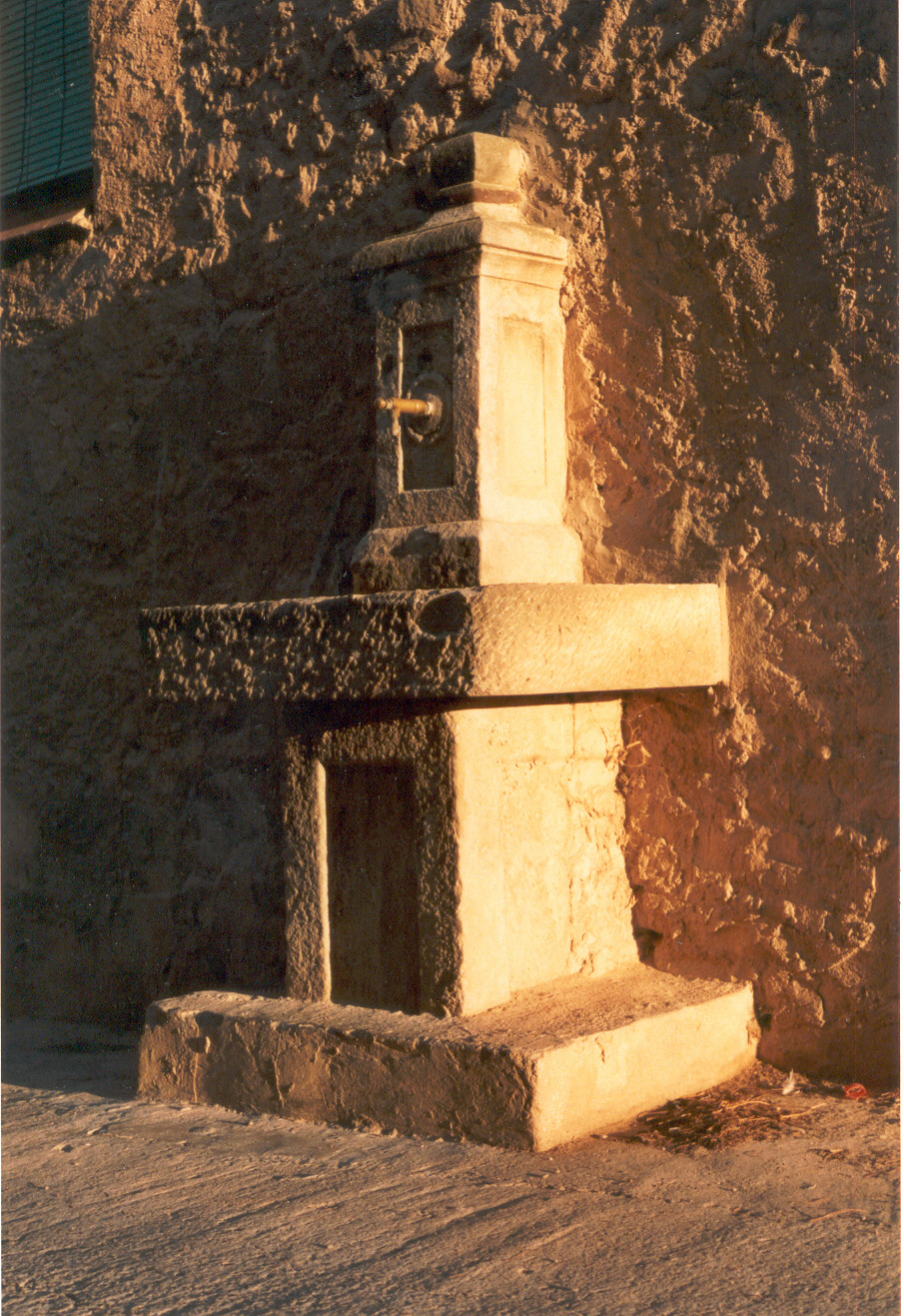
Font dels Omells de na Gaia